# Jan-Pieter Martens
Jan-Pieter Martens (Bilzen, 23 settembre 1974) è un dirigente sportivo ed ex calciatore belga, di ruolo centrocampista.

## Palmarès

### Club

#### Competizioni nazionali
- Campionato austriaco: 2

Sturm Graz: 1997-1998, 1998-1999
- Coppa dei Paesi Bassi: 1

Roda JC: 1996-1997
- Coppa d'Austria: 1

Sturm Graz: 1998-1999
- Supercoppa d'Austria: 2

Sturm Graz: 1998, 1999